# Begraafplaats Vredenhof

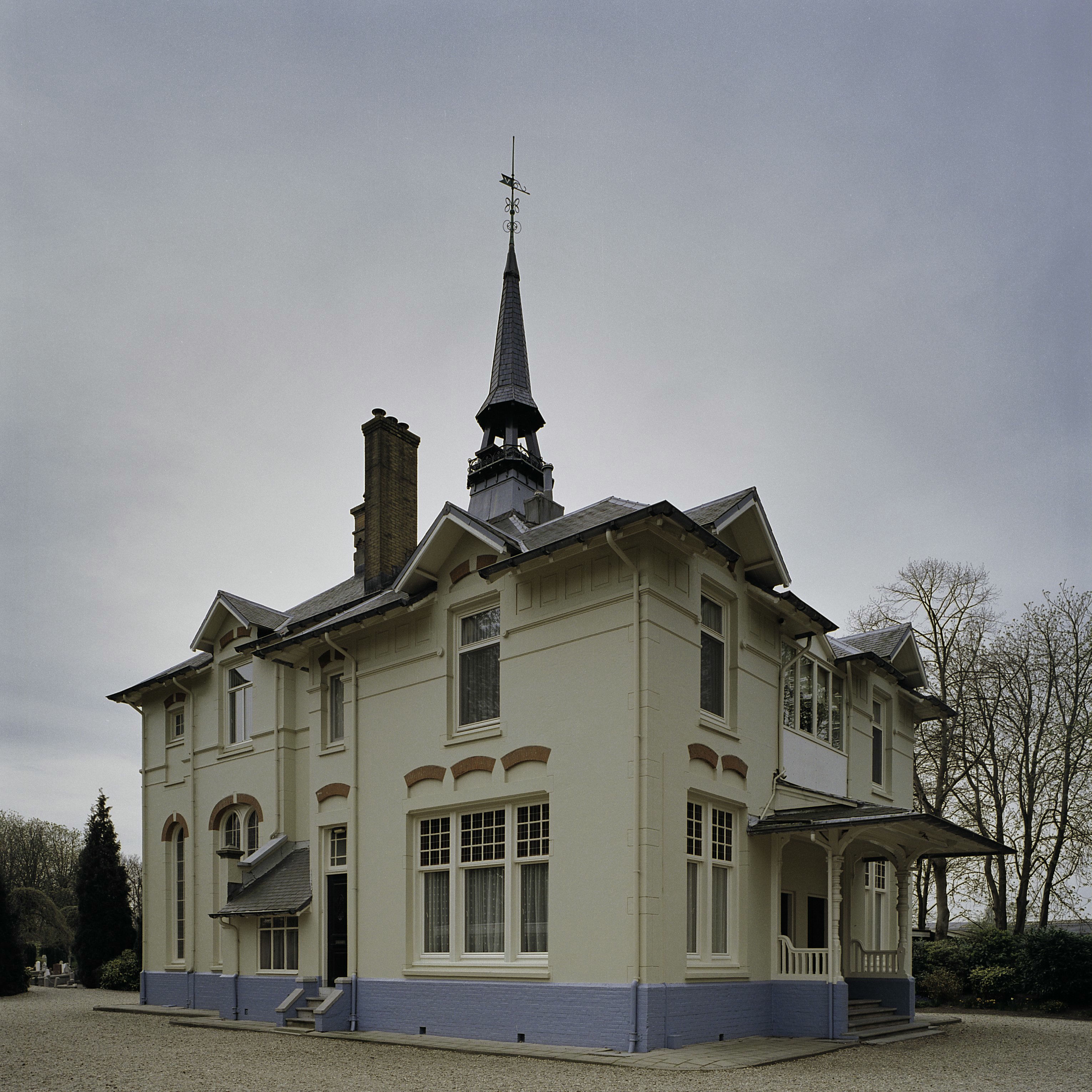
Het wit gepleisterde ontvangstgebouw van Begraafplaats Vredenhof (juni 2005)

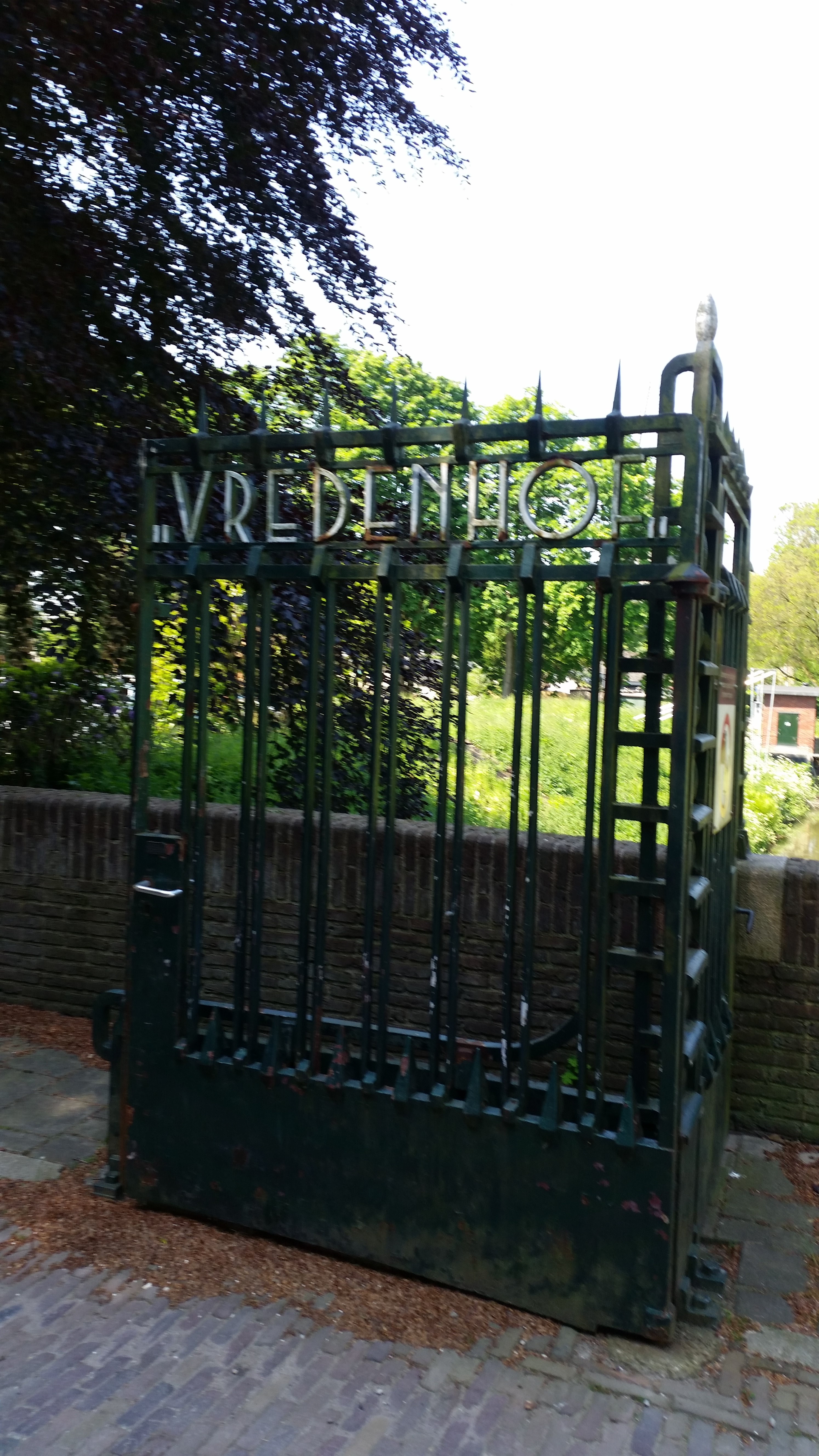
Toegangspoort (mei 2018)

Begraafplaats Vredenhof is sinds 1897 een begraafplaats aan de Haarlemmerweg 357 in Amsterdam-West, nabij de Korenmolen De Bloem.
Deze begraafplaats was de vervanger van de vroegere Nieuwe Westerbegraafplaats, gelegen aan de (oude) Hemweg in de Amsterdammerpolder nabij de Petroleumhaven en het Noordzeekanaal. Omdat die begraafplaats erg afgelegen lag (en later werd opgeslokt door het Westelijk Havengebied) werd een nieuwe begraafplaats ingericht op een in 1896 geannexeerd stuk grond van de gemeente Sloten ten westen van de Kostverlorenvaart aan de Haarlemmerweg. De begraafplaats kwam zeventig meter ten zuiden van de Haarlemmerweg te liggen. Daarom is er nu een lang smal voorterrein. Het duinzand voor de ophoging van het terrein kwam van een voor de Hoogovens in IJmuiden uitgegraven haven.
Tuinarchitect Leonard A. Springer, ook de architect van de Oosterbegraafplaats (nu Nieuwe Ooster) maakte het ontwerp, op basis van de bestaande polderverkaveling, die hier een scheve hoek maakt met de Haarlemmerweg, terwijl Abraham Salm, een bekende architect van vele villa's, het ontvangstgebouw en de dienstwoningen ontwierp. Het gebouw ziet er ook uit als een schilderachtige villa. Door vele malen overschilderen en vernieuwing van de dakpannen zijn inmiddels wel veel oorspronkelijke details verdwenen. Het is in juli 2017 benoemd tot gemeentelijk monument en kreeg in september 2019 een nieuwe bestemming, een horecazaak met serre en terras genaamd "Westervilla". Bezoekers van de begraafplaats kunnen gebruik maken van de faciliteiten.
Nadat de begraafplaats in 1897 open ging werden er veel mensen uit het westelijke deel van Amsterdam begraven. Het lag dicht bij de rand van de stad en toen tram 18 in 1922 werd doorgetrokken naar Sloterdijk was het ook per tram vanuit de stad goed te bereiken. Er zijn ook veel Jordaanbewoners en schippers zonder vaste woonplaats op de wal begraven.
In 1934 werden de nieuwe Centrale Markthallen ten noorden van de Jan van Galenstraat geopend. Dit complex grensde direct aan de begraafplaats, die hiervoor en deel van zijn grond afstond, in ruil voor een nieuwe strook grond aan de oostkant ervan. De begraafplaats wordt nog steeds veel gebruikt. Het terrein ligt op het niveau van NAP -1,80 m (aldus de monumentenkaart van Amsterdam), dat is ruim een meter lager dan de omringende stedelijke bebouwing. 
Bekende Nederlanders die hier begraven zijn Johnny Jordaan, Leo Fuld, Johnny Meijer, Cor van Hout, Gijs van Dam jr., George van Kleef, Martin Kok, Thomas van der Bijl.